# Pigtittare

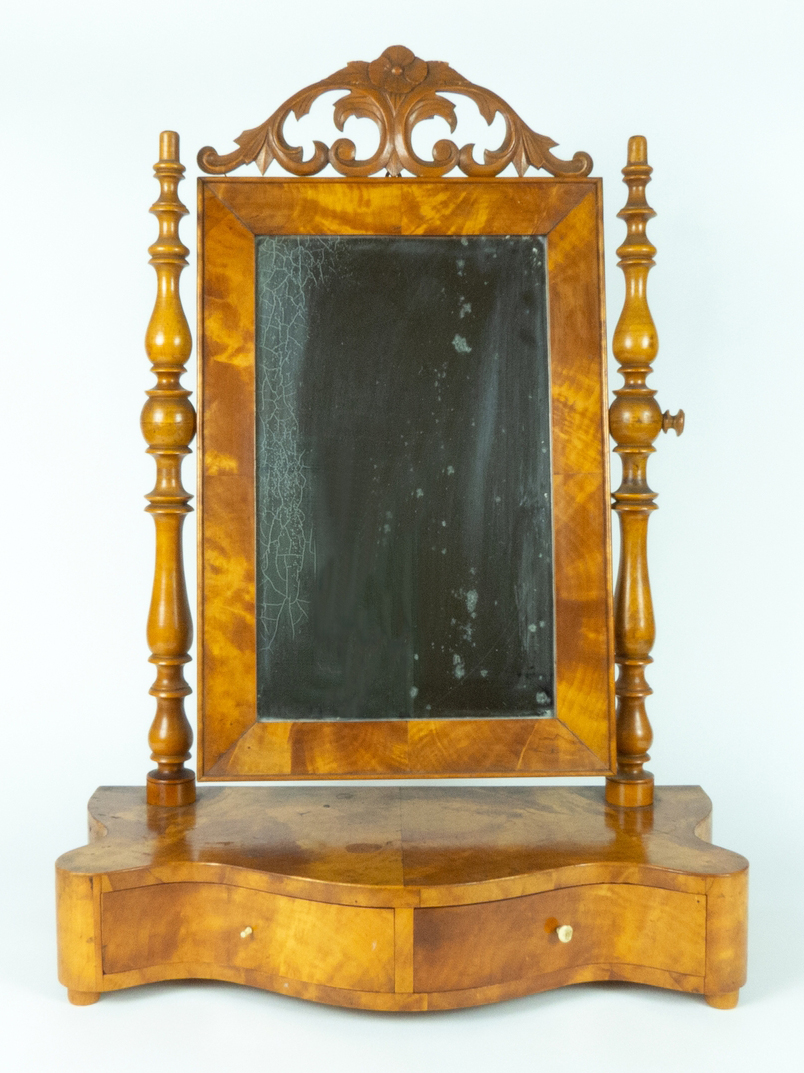
Pigtittare med två lådor från Forsviks bruk

En pigtittare, pigtrymå eller en lådspegel är en liten möbel som består av en spegel, och en eller flera utdragbara lådor, och som är avsedd att ställa på en byrå eller ett bord.
Namnet uppkom som pejorativ i början av 1900-talet, och syftade då främst det sena 1800-talets speglar med svarvade hörnstolpar, som då ansågs "bondska" och omoderna. I senare tid har betydelsen överförts även till andra typer av lådspegelmodeller, även av högreståndsmodell.
Ibland kallas även rakspeglar och andra lådspeglar pigtittare. Under 1800-talet var dessa knappast några pigkammarmöbler.
Ordet "pigtittare" är belagt i svenska språket sedan 1910-talet. Då som spegel.